# Беранек, Мирослав
Миросла́в Бе́ранек (чеш. Miroslav Beránek; 24 апреля 1957, Бенешов, Чехословакия) — чехословацкий и чешский футболист, тренер.

## Карьера игрока
В молодости играл за разные малоизвестные команды. Прославился тем, что провёл 128 игр за пражскую «Славию» и 5 раз забил голы, играя в её составе. Завершал карьеру в австрийском клубе «Гмюнд»

## Карьера тренера
Работал тренером разных чешских команд, в том числе и «Славии». Возглавлял молодёжную сборную Чехии, с которой выиграл чемпионат Европы 2002 года. Состоял в тренерском штабе старшей сборной Чехии и отправлялся на чемпионат Европы-2004. Имел опыт работы за границей.
С 2014 по 2015 годы являлся наставником клуба «Славия».